# 永陵 (秦)
永陵是中国秦国君主——秦悼武王的陵墓，位于陕西省咸阳市周陵乡周陵村南，与秦惠文王的公陵为邻。两墓南北相距150米。封土呈覆斗形，底边南北长98米，东西宽97米，高14.5米。建四座墓道，东墓道长74米，宽24-42米，西墓道长63米，宽26-45米，南墓道长42米，宽25-40米，北墓道长89米，宽25-42米。陵墓南建有庙堂，面积1800平方米，坐北朝南。两侧设东西厢房，内有石碑32座，碑文有汉、回文两种。